# M/S Logos II
M/S Logos II var ett missionsfartyg som ägdes av den kristna organisationen Operation Mobilisation mellan 1988 och 2008.
Fartyget byggdes 1968 som passagerarfärjan Antonio Lazaro på varvet Union Naval Levante SA i Valencia i Spanien åt rederiet Compañía Trasmediterránea och sattes in på en rutt mellan Málaga och den spanska enklaven Melilla utanför  Marocko. Senare trafikerade hon också Palma de Mallorca från Alicante och Valencia.
I september 1986 övertogs fartyget av det grekiska rederiet Attika Shipping Co. och döptes om till Argo. Två år senare köptes hon av Operation Mobilisation vars tidigare fartyg Logos hade gått på grund i Beaglekanalen. Hon döptes om till Logos II och fick hemmahamn i Valetta på Malta. Fartyget byggdes om till missionsfartyg på Oranjewerf i Amsterdam. Bildäcket omvandlades till matsal och sjukstuga, ett bibliotek inreddes i fören och en bokhandel i aktern. Loungen, baren och den gamla matsalen byggdes  om till ett stort konferensrum med plats för 400 personer och huvudmotorerna renoverades.
När ombyggnaden var klar i april 1990 inledde Logos II sitt nya uppdrag med en resa till London. Under sin tid som  missionsfartyg och flytande bibliotek besökte hon 86 länder och 187 olika hamnar.
Logos II ersattes av M/S Logos Hope i november 2007 och gjorde sin sista resa för Operation Mobilisation i februari 2008 varefter hon skrotades i Aliaga i Turkiet i oktober samma år efter arton års tjänst.